# 5709 Tamyeunleung
5709 Tamyeunleung eller 1977 TS3 är en asteroid i huvudbältet som upptäcktes den 12 oktober 1977 av Purple Mountain-observatoriet i Nanjing, Kina. Den är uppkallad efter kinesen Fong Tamyeunleung.
Asteroiden har en diameter på ungefär 18 kilometer.